# Sidi Makhlouf
Sidi Makhlouf là một đô thị thuộc tỉnh Laghouat, Algérie. Dân số thời điểm năm 2002 là 8.061 người.